# 빙저호

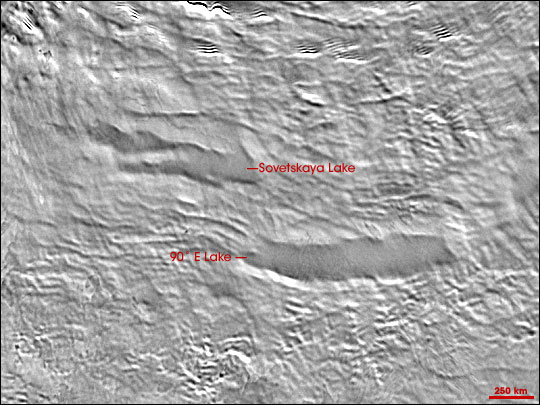
나사의 MODIS가 찍은 남극의 두 빙저호.

빙저호 (氷底湖) 란 남극과 같은 기온이 낮은 대륙에만 나타나는 지형이며, 호수 위에 빙하가 뒤덮고 있는 것을 말한다. 일반적으로 빙모나 빙상이 덮여져 있다. 현재 발견된 빙저호 중 규모가 가장 큰 것은 보스토크 호이다. 남극에는 지금까지 발견된 것만 해도 402개의 빙저호가 있다고 한다.

## 같이 보기
- 빙하호
- 보스토크 호
- 엘스워스 호 (Lake Ellsworth)